# Большой Тылл (мультфильм)
«Большой Тылл» (эст. Suur Tõll) — советский мультфильм для взрослых по мотивам эстонских народных сказаний о Большом Тылле режиссёра Рейна Раамата.

Награждён первым призом МКФ в Варне (1980), первой премией Всесоюзного кинофестиваля в Вильнюсе (1981) и первой премией Международного фестиваля мультипликационных фильмов в Оттаве (1982). Считается одним из самых «страшных» (зловещих) советских мультфильмов.

## Сюжет
На суровом острове Сааремаа жил богатырь огромного роста по имени Большой Тылл, и всё у него было такое же огромное, как и он сам: и жена Пирет, и дом, и конь. Как-то раз он мирно пахал землю, но его враг, страшный Нечистый, забросал всё поле камнями. Между тем на остров напали датские рыцари и многие жители полегли в бою. Тогда уцелевшие пришли к Тыллу звать его на помощь. Велел Тылл жене развести огонь, а сам пошёл на соседний островок за капустой для щей, чтобы перед битвой подкрепиться, и увидел в бушующем море перевёрнутую рыбачью лодку. Тылл, которому глубокое море не доходило и до пояса, спас тонущих рыбаков.
Пообедав, оставил он печальную жену и пошёл сражаться с врагом. Повсюду лежали трупы погибших островитян, а вдали продолжалась жестокая битва. Наконец пришла подмога, но многие погибли. Тылл стал размахивать колёсами и так убил множество врагов.
Тем временем к дому великана подкрался Нечистый и разрушил его, и жена Тылла, не выдержав такого горя, умерла. Тылл вернулся на развалины и решил поквитаться с Нечистым. После долгой погони загнал его в море, оно схватило беса и утянуло на дно.
Тылл похоронил жену в каменной гробнице и безутешно стоял над ней, пока не пришли люди звать его на бой, потому что на Сааремаа опять приплыли захватчики, стали жечь и убивать. Тылл омыл себя водой и заплакал. Потом взял телегу вместо оружия и пошёл в самую гущу битвы. Он так страшно бился, что даже телега сломалась. Тылл наклонился, чтобы подобрать обломок, но вражеский главарь громадного роста, разрубавший десяток воинов одним ударом меча, сумел отсечь голову богатырю. Тылл стал шарить по земле руками, ища голову, нащупал главаря, схватил и раздавил его в кулаке. Потом взял голову в руки, пошёл прочь, упал и умер, а туловище и голова его превратились в зелёные холмы. Но перед самой смертью Тылл пообещал прийти людям на помощь, если снова нападёт враг.

## Художественные особенности
Сам режиссёр так определил содержание фильма: герой, преданный родине, сражается, забыв о собственных горестях, и умирает за свободу народа. Картина завершает ряд эпических притч («Стрелок», 1976 г., «Поле», 1978 г.), после чего режиссёрская манера кардинально меняется в следующем фильме «Ад».
Коллеги-кинематографисты высоко оценили художественные достоинства «Большого Тылла», отметив его «особую глубину и поэтичность в кажущейся простоте», а также то, что фильм «открыл для всех нас какие-то новые возможности рисованного кино». «Героическая тема фильма, его оригинальная стилистика, особый ритм и эпическая монументальность, сочетающиеся с драматически напряжённым действием, колористическая яркость изобразительного решения, выдержанного в красновато-лиловой гамме, а также строгая продуманность и выразительность композиции буквально каждого кадра — все это делает картину принципиальной и важной творческой победой возглавляемого Р. Рааматом коллектива».
Фильм создан в примитивистской манере. Раамат обратился к художнику Юри Арраку с предложением сотрудничества, и тот в короткий срок создал ряд эскизов, сумев избежать каких бы то ни было фольклорных клише. Снимать начали в технике вырезной перекладки для экономии времени и денег, но затем группа получила дополнительные средства, и съёмки продолжились уже в обычной технике рисованной мультипликации. Однако, как говорит Раамат, мультпликаторы намеренно оставили некоторую громоздкость фигур, отказавшись от свободных линий, чтобы тем самым придать героям большую монументальность и весомость.
Выразительные компоненты фильма — изображение, звук, ритм — органично сливаются, образуя единую эстетическую реальность, перемешивая реальное с мифологическим. Главный художник фильма живописец Юри Аррак создаёт странные, самобытные образы персонажей и природы, границ между которыми стираются. Изорванные очертания острова в начальных кадрах фильма повторяются во внешности персонажей, в первую очередь Тылла, у которых то ли причёски, то ли сами лица с острыми выступами напоминают береговой контур. Монументальная, тяжёлая пластика фигур рифмуется с суровой природой острова и мрачно-торжественным звуковым рядом. «Устанавливается глубочайшая взаимозависимость героя и мира, в котором он обитает».
В фильме почти нет слов, звучит лишь хор, взывающий к Тыллу, и две реплики самого героя, голос которого тоже дробится на несколько голосов, как бы предвосхищая его смерть, когда он распадётся на части. Музыка Лепо Сумеры, состоящая из повторяющихся коротких фраз, минималистична, но при этом по экспрессии и драматизму идеально совпадает с атмосферой фильма.
В образе Тылла режиссёр соединил эпического героя и обычного человека. Одна из самых трогательных сцен фильма, когда Тылл хоронит жену и затем со слезами собирается на бой, как бы предчувствуя смерть.
Однако фильм не избежал упрёков в излишней жестокости. Сцены убийств, массовых кровопролитий вызвали осуждение критиков и зрителей, многие из которых называли мультфильм очень страшным. Крис Робинсон, писатель и художественный директор международного фестиваля мультипликационных фильмов в Оттаве, в своей книге «Эстонская анимация: между гением и полной безграмотностью» рассказывает, что Раамата вызывали к начальству для объяснений, почему в его фильме так много красной краски. «Кровь есть кровь, — смеётся Аррак, — не молоко же льётся, когда отрубают голову!»

## Идеологический подтекст
По словам Раамата, у фильма не было больших проблем с цензурой, которая могла усмотреть в нём признаки национализма и даже призыв к вооружённой борьбе. Спустя годы Аррак так отозвался о фильме: «У маленького народа должна быть чья-то помощь. Если мы не верим в Бога, поможет мифология. Или сегодня НАТО — новый Большой Тылл». Цензоры всё же обратили внимание на то, что глаза Тылля имеют цвета запрещённого на тот момент национального эстонского флага — синий, чёрный и белый. Но Аррак пояснил, что у него самого глаза такого цвета. Кроме того, нельзя было изображать вражеское войско красным цветом, и авторы выбрали фиолетовую краску. По иронии судьбы, через несколько показов фиолетовый цвет «вылинял» до красного, так как фильм снимался на плохой плёнке. Углубляясь в символику цвета, Крис Робинсон, тем не менее, приходит к выводу, что фильм всё же был просоветским, так как жёлто-красный Тылль (в цветах советского флага) побеждает сине-чёрных врагов. По тем или иным причинам фильм был быстро снят с проката в СССР, хотя его продолжали отправлять на международные фестивали, где он получил несколько наград.

## Книга
В 1982 году по мотивам мультфильма была издана детская книга. Она состоит из 28 крупных иллюстраций Юри Аррака с кратким пересказом сюжета.

## Влияние на культуру
В 2010 году эстонская фолк-метал-группа «Metsatöll» использовала фрагменты мультфильма в своем клипе «Vaid Vaprust» («Только храбрость»).